# Wurstfest
Ein Wurstfest ist ein Fest, das besonders im mittleren Westen und Süden der Vereinigten Staaten verbreitet ist (German Belt). Es ist vergleichbar mit dem deutschen Oktoberfest und gilt als das größte deutsche Volksfest in Amerika.

## Geschichte
Vergleichbare Feste wie das Wurstfest gibt es schon seit 1845 in den USA, seitdem der Mainzer Adelsverein tausende deutsche Siedler in die neue Welt brachte.
Beim Wurstfest wird die deutsche, insbesondere die alpenländische und bayerische Kultur, gefeiert.

## Austragungsorte
Das Wurstfest wird in folgenden Orten ausgetragen:
- New Braunfels und in anderen Städten im Comal County (seit 1961)[2]
- Hermann[3][4]

Außerhalb der USA
- Querença
- Morteau